# Símbol químic
Els símbols químics són els diferents signes abreviats, d'una o dues lletres, que s'utilitzen per identificar i evitar la representació gràfica dels àtoms d'un element en lloc dels seus noms complets.

Símbol de l'arsènic emprat pels alquimistes

## Evolució històrica

### Els antics símbols alquímics
Les representacions mitjançant símbols dels elements químics i dels composts ja els empraven els alquimistes. El seu objectiu era emprar un llenguatge que no pogués ser comprès excepte pels iniciats. Tampoc hi havia uniformitat entre els símbols emprats per diferents autors. Per la qual cosa quan la química s'establí com a ciència es va veure la necessitat de representar els elements químics i els composts químics mitjançant un sistema racional fàcilment comprensible per tothom que facilitàs la comunicació.

### Els símbols delMéthode de Nomenclature Chimie
A finals del segle xviii i principis del XIX es va intentar racionalitzar els símbols dels elements químics i destaquen els intents que aparegueren en el llibre dels químics francesos Guyton de Morveau, Berthollet, Fourcroy i Lavoisier, de l'any 1787, Méthode de Nomenclature Chimie on s'establí el sistema de nomenclatura química racional actual. En aquesta important obra s'hi posà una part on es descriuen els nous símbols dels elements químics que foren inventats específicament pels químics francesos Jean Henri Hassenfratz (1755-1827) i Pierre Auguste Adet (1763-1832) i que són línies, cercles, triangles, etc. Els grups, com ara sulfat, oxalat, fosfat, etc. també tenen símbols específics independents de la seva composició.

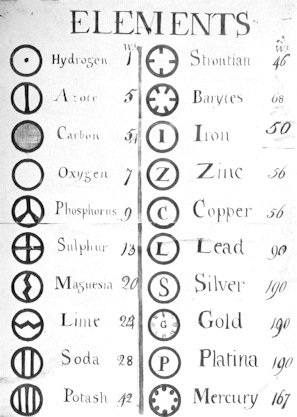
Símbols de Dalton més simples que els del "Méthode..."

### Els símbols de John Dalton
També va fer un intent de racionalització el químic anglès John Dalton (1766-1844), al seu llibre A New System of Chemical Philosophy (1808) on les representacions dels elements químics les va fer tots amb cercles amb diferents figures al seu interior. Els composts els representà mitjançant combinacions dels símbols dels elements i no posà símbols específics per grups.

### Els símbols de Jöns Jacob Berzelius
La representació actual dels elements químics fou proposada l'any 1813 pel químic suec Jöns Jacob Berzelius (1779-1848) amb les següents característiques:
- Els símbols dels elements químics els representà mitjançant lletres. Això facilitava molt la feina dels impressors així com dels que els havien d'escriure.
- Els elements anomenats no metalls els va representar amb una sola lletra, a partir del seu nom en llatí que era l'idioma culte d'aquell temps, per exemple: carboni, C; nitrogen, N; hidrogen, H; fòsfor, P; sofre, S...
- Pels elements metàl·lics Berzelius emprà dues lletres, també a partir del nom en llatí. La primera lletra del símbol l'escrigué en majúscula, i la segona en minúscula, per exemple, Cu de cuprum (coure), Au de aurum (or), Sn de stannum (estany), etc.
- Per a les combinacions d'elements en els composts ideà un sistema que no es va mantenir. Així en els òxids substituí el símbol de l'oxigen per punts damunt del símbol de l'element oxidat (l'òxid de coure el simbolitzava Cü), el sofre el substituí per comes als seus composts, etc.
- Per indicar el nombre d'àtoms en un compost posava superíndexs.

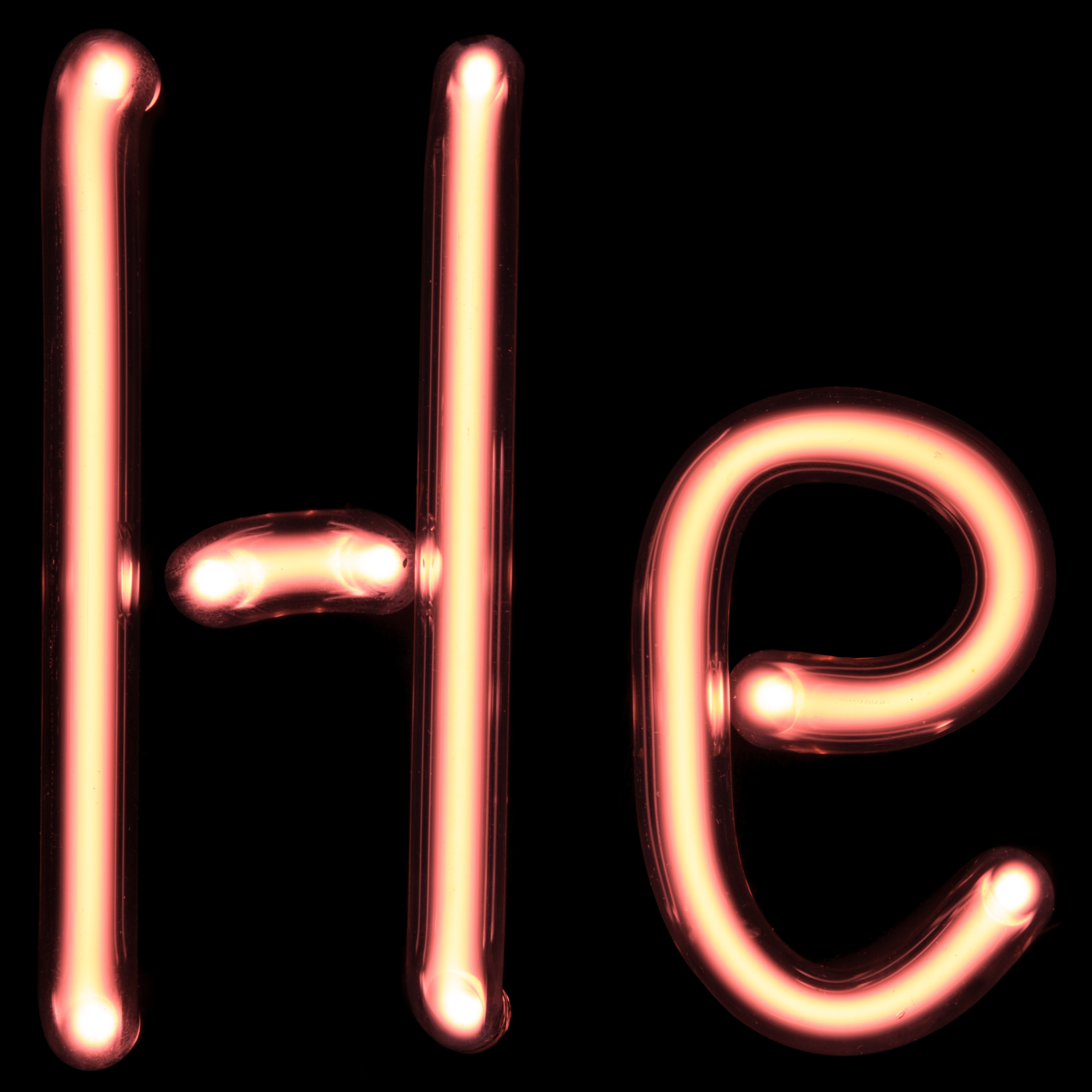
Símbol de l'heli representat amb un tub amb llum produïda per heli a baixa pressió

### Els símbols moderns
Actualment se segueix per regla general el sistema de Berzelius amb modificacions. Així:
- Hi ha elements químics que són metalls i s'anomenen només amb una lletra, són el potassi, K, el vanadi, V, el wolframi, W, l'itri, Y i l'urani, U. Però majoritàriament segueixen el sistema de Berzelius.
- Hi ha alguns elements no metàl·lics que s'anomenen amb dues lletres: els gasos nobles (He, Ne, Ar, Kr, Xe i Rn), el seleni, Se, el clor, Cl, el brom, Br i l'àstat, At. Els semimetalls (Si, Ge, As…) se simbolitzen amb dues lletres.
- Els símbols dels elements es mantenen en els seus composts, per exemple sulfat de coure (II) se simbolitza per CuSO₄, on s'indiquen els tres elements que formen part del compost: coure, sofre i oxigen.
- El nombre d'àtoms en un compost s'indica amb un subíndex com ho feren Liebig i Poggendorf. Així actualment representam l'aigua formada per dos àtoms d'hidrogen i un d'oxigen com H₂O.